# Віола (Італія)
Віола (італ. Viola, п'єм. Viòla) — муніципалітет в Італії, у регіоні П'ємонт, провінція Кунео.
Віола розташована на відстані близько 460 км на північний захід від Рима, 90 км на південь від Турина, 35 км на схід від Кунео.
Населення — 396 осіб (2014).
Щорічний фестиваль відбувається 23 квітня. Покровитель — Святий Георгій (San Giorgio).

## Демографія
Населення за роками:

Станом на 1 січня 2023 року в муніципалітеті офіційно проживало 16 іноземців з 6 країн, серед них 2 громадяни країн Євросоюзу та 7 громадян України.

## Сусідні муніципалітети
- Баньяско
- Гарессіо
- Лізіо
- Монастероло-Казотто
- Пампарато
- Пріола